# Lollapalooza
Lollapalooza音乐节（/ˌlɒləpəˈluːzə/）是每年举办的音乐节，它的音乐类型包括另类摇滚、重金属、朋克摇滚、嘻哈、舞曲、喜剧表演等。它也会为非公益和政治团体开放平台。在为期三天的音乐节上会有超过160,000人参与。  Lollapalooza音乐节以丰富多样的众多乐队而著名。

## 历史

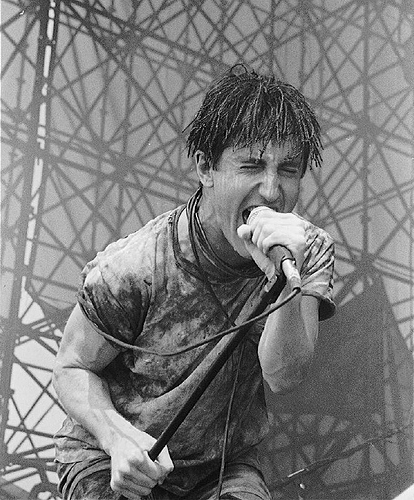
1991年Lollapalooza音乐节上Nine Inch Nails主唱Trent Reznor

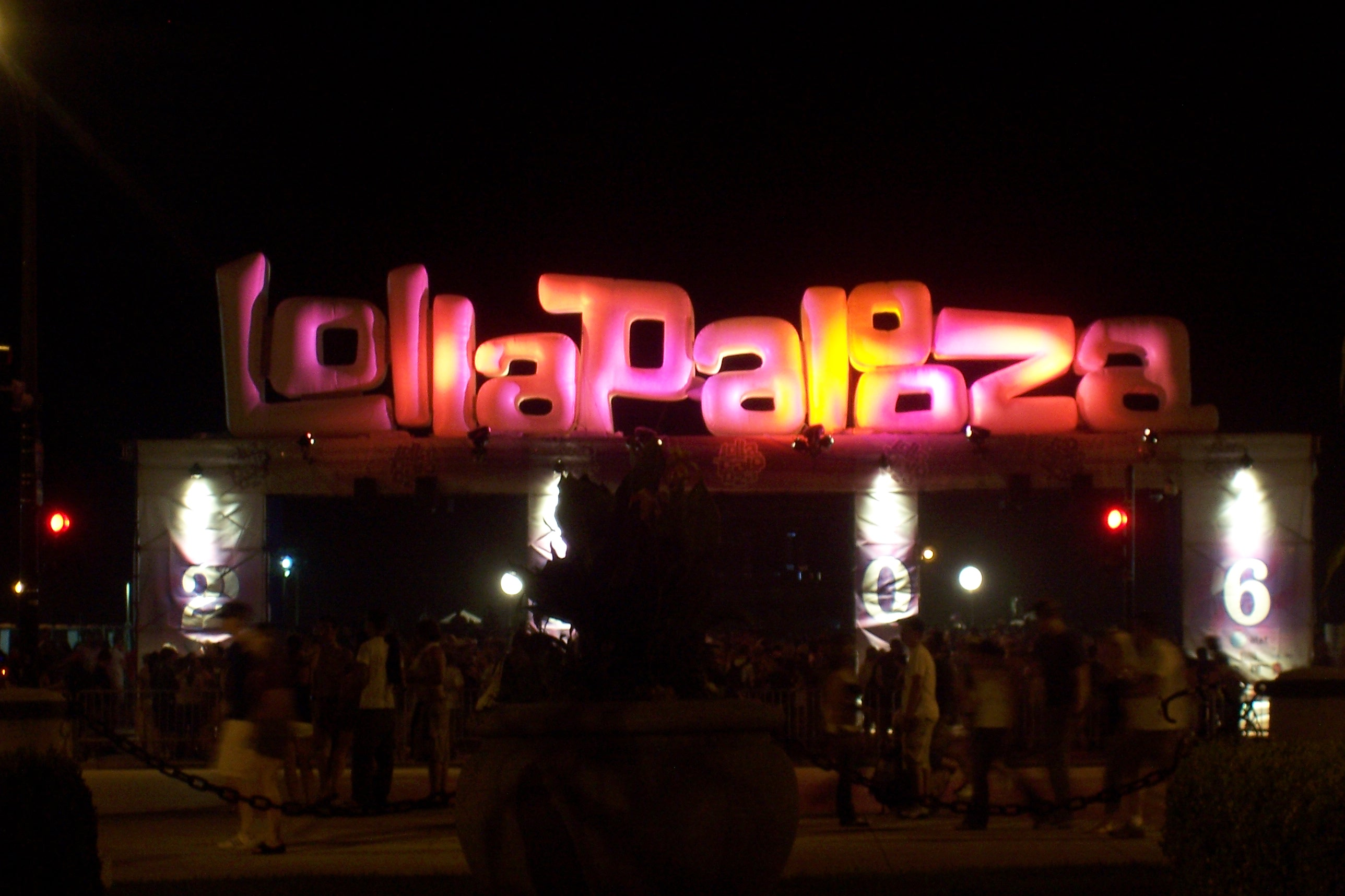
2006年在芝加哥Grant公园举办的Lollapalooza

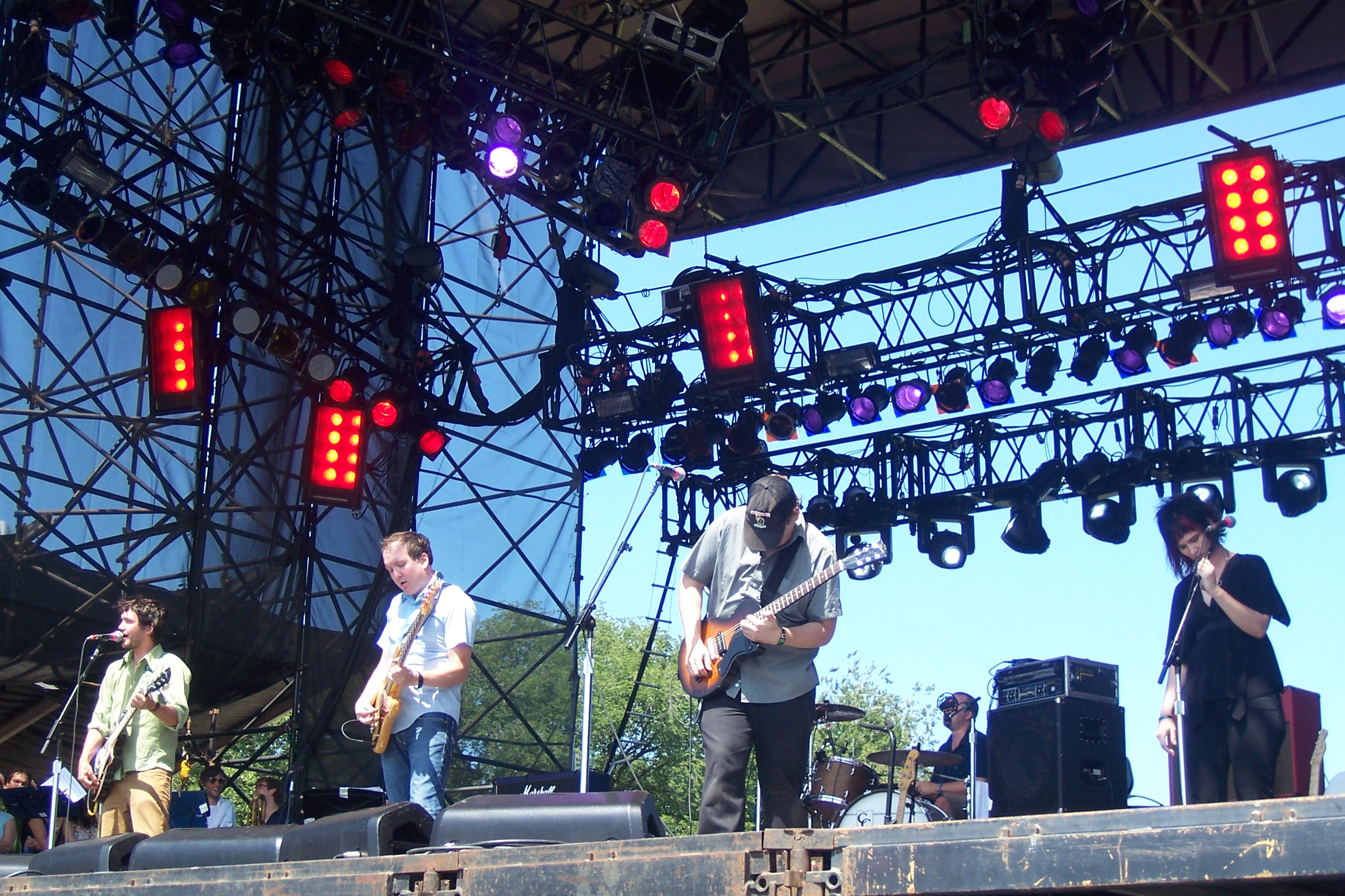
Cursive在2006 Lollapalooza

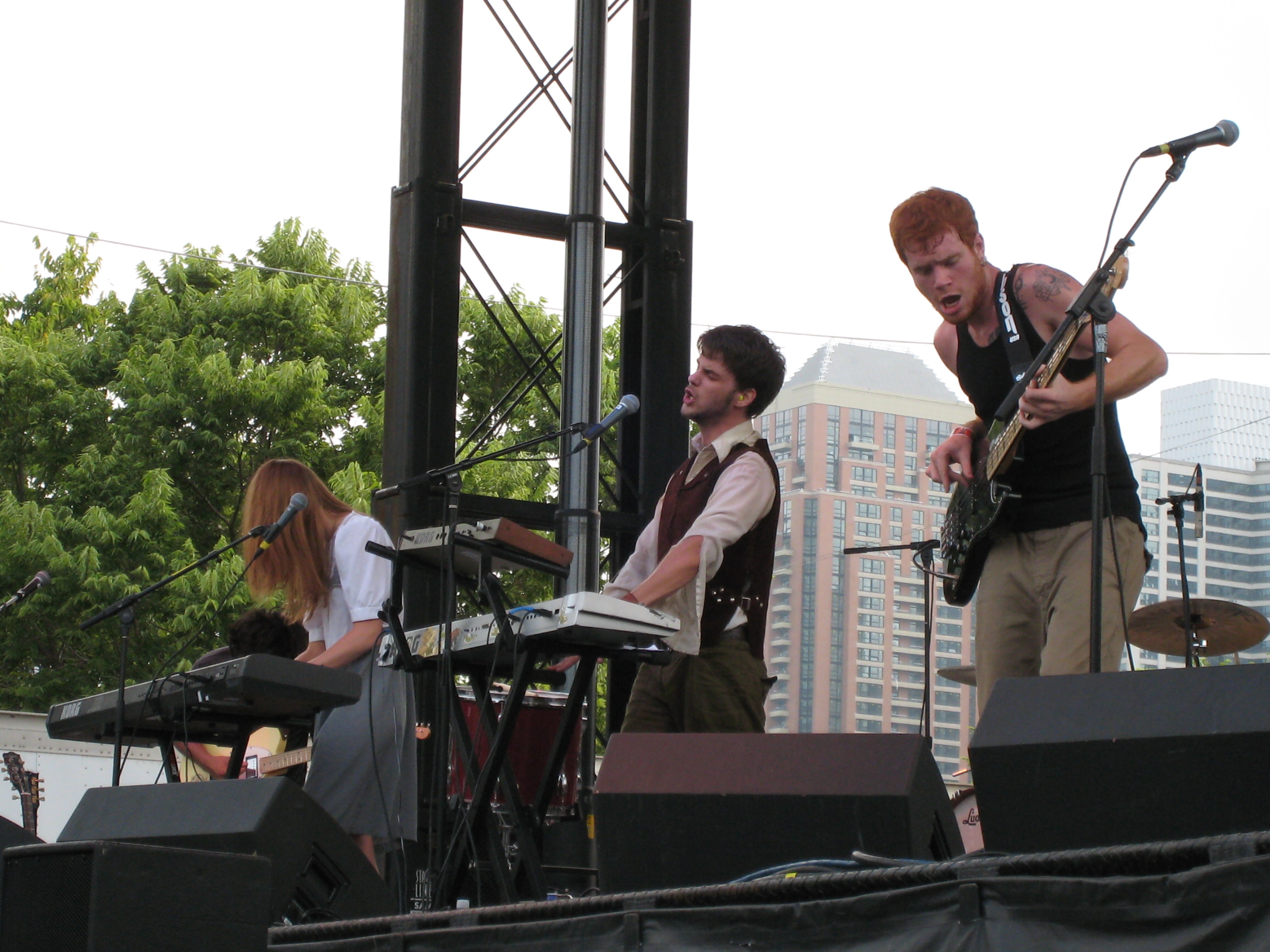
The Annuals在2007 Lollapalooza

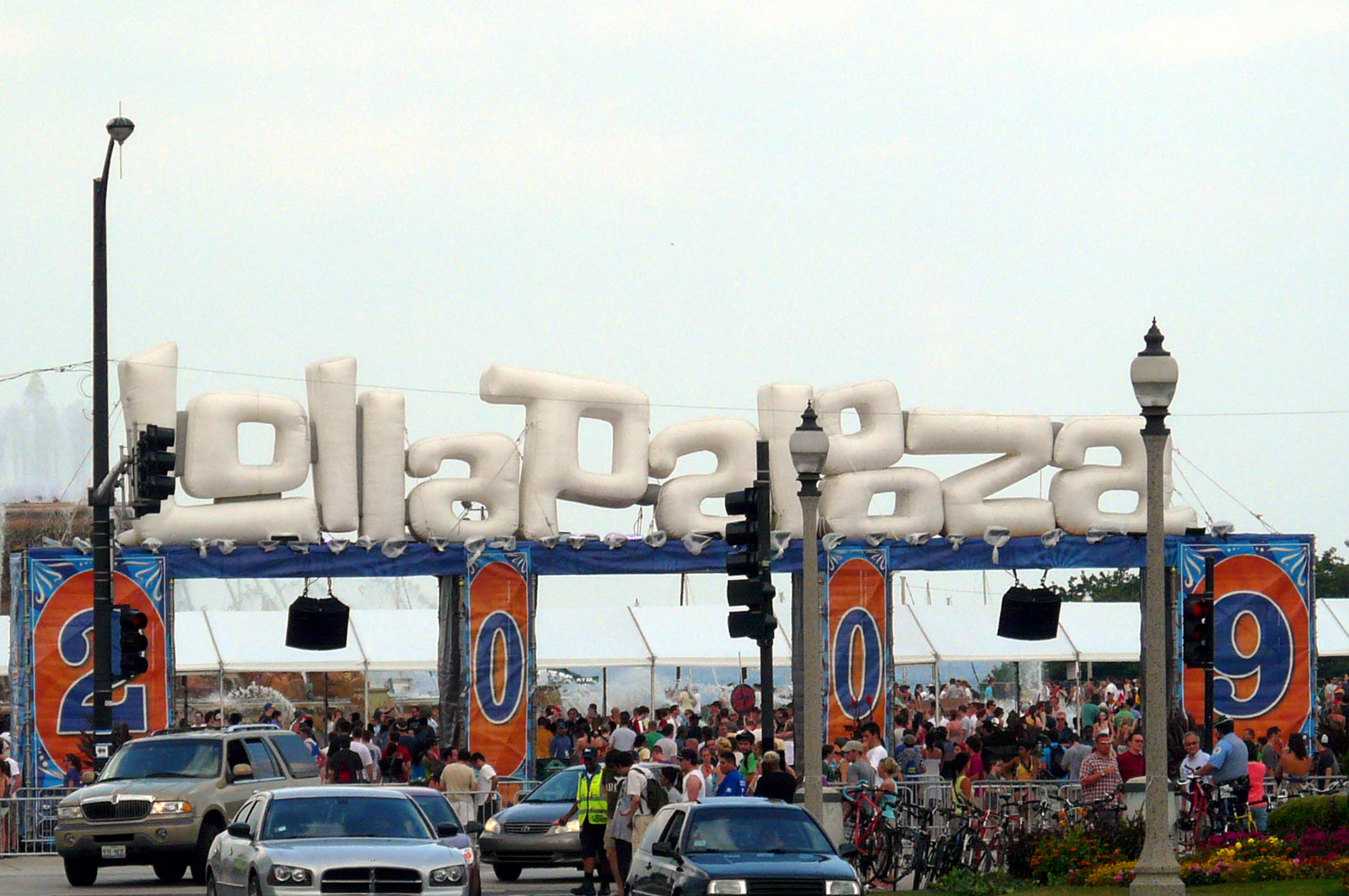
2009年在芝加哥Grant公园Lollapalooza音乐节的进口

1991年由Jane's Addiction的歌手Perry Farrell发起乐队的告别巡回演出而孕育而生Lollapalooza。
直到1997年，Lollapalooza每年都举办。
在2003年因北美巡回表演而复兴起来。
2004年，音乐节组织者决定在每个举办城市举办两天，但由于销售门票不理想而被迫取消2004年巡回演出。
2005年在芝加哥Grant公园举办以一个周末为主的Lollapalooza音乐节。
Lollapalooza音乐节分别于2011年4月2日到3日和2012年3月31到4月1日在智利圣地亚哥O'Higgins Park和2012年4月7日到8日在巴西, 圣保罗Jockey Club举办海外Lollapalooza音乐节。
2020年因為COVID-19疫情影響，這個音樂節被無限期延後。
2021開始復辦，舉辦至今，最新一屆為2024年8月1日~8月4日。

## 关联項目
- Rock am Ring
- 格拉斯顿伯里当代表演艺术节
- 科切拉音乐节
- 西南偏南